# 帕塞伊克縣
帕塞伊克縣（英語：Passaic County）是美國新澤西州東北部的一個縣，北鄰紐約州。面積510平方公里。根據美國2000年人口普查，共有人口489,049。縣治帕特生 (Paterson)。
成立於1837年。縣名來自印第安語，是「山谷」的意思。